# Pe harta unui miros
Pe harta unui miros, având ca prim vers Cel mai gol loc din lume e ochiul, respectiv precizarea „Se dedică lui François Pamfil”, este o poezie de Nichita Stănescu din volumul Operele imperfecte, apărut în 1979.